# Karl Brauner
Karl Brauner (* 20. Dezember 1897 in Domstadtl; † 26. Juli 1952 in Graz) war ein österreichischer Mathematiker.

## Leben
Brauner studierte Mathematik in Brünn und Wien und wurde 1925 an der Universität Wien promoviert (Über spezielle Schiebflächen). In Wien war er Schüler von Wilhelm Wirtinger. Danach war er Assistent an der Universität Hamburg und der Universität Wien, an der er 1928 habilitierte. Er wurde 1929 außerordentlicher und 1940 ordentlicher Professor an der Universität Graz. Zum 23. März 1933 trat er der NSDAP bei (Mitgliedsnummer 1.529.439). Während des Dritten Reichs war er stellvertretender Leiter des Nationalsozialistischen Deutschen Dozentenbundes und dort aktiv im Sinne der damaligen Ideologie. Zusammen mit dem Universitätsrektor Hans Reichelt hat er Listen zu entlassender Dozenten erstellt. Seine letzte Vorlesung hielt er im Wintersemester 1944/45 und wurde 1947 pensioniert.
Er befasste sich mit Geometrie, aber auch mit Funktionentheorie in einer und mehreren Veränderlichen.
Zu seinen Doktoranden gehören Hans Robert Müller und Alexander Aigner.